# ای میسون هاپر
ای میسون هاپر (انگلیسی: E. Mason Hopper؛ ۶ دسامبر ۱۸۸۵ – ۳ ژانویهٔ ۱۹۶۷) یک کارگردان اهل ایالات متحده آمریکا بود.
از فیلم‌ها یا برنامه‌های تلویزیونی که وی در آن نقش داشته است می‌توان به سان‌ست بلوار اشاره کرد.